# Courge musquée
Cucurbita moschata
Espèce
Classification phylogénétique

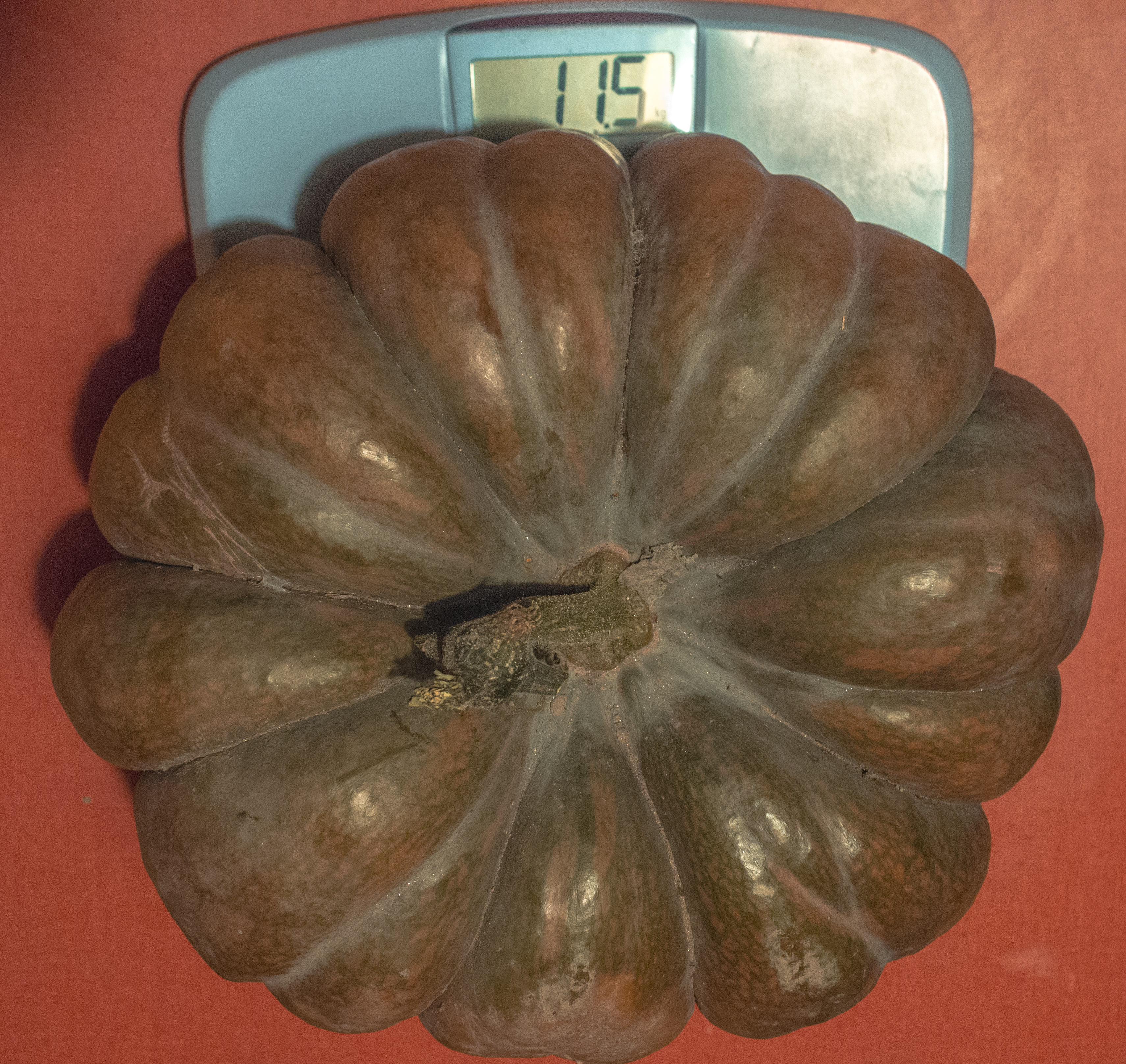

La courge musquée (Cucurbita moschata) est une espèce de plantes à fleurs de la famille des Cucurbitacées, largement cultivée comme plante potagère pour son fruit comestible à maturité. C'est l'une des cinq espèces de courges les plus couramment cultivées.
Noms communs : courge musquée, courge muscade ou sucrine.
On l'appelle giraumon en Guyane. Ce nom pourrait aussi correspondre à Cucurbita maxima aux Antilles.
Le terme « courge » désigne aussi ce fruit consommé comme légume, ainsi que les potirons (Cucurbita maxima) et les courges en général.

## Description
C'est une plante herbacée annuelle à longues tiges, rampantes, qui s'accrochent par des vrilles à tout support. Toute la plante est couverte de poils souples, non épineux.
Les tiges produisent des racines adventives à chaque entrenœud. Si la plante grimpe sur un support, ces racines sont aériennes et peuvent atteindre plus d'un mètre de long en climat chaud et humide.
Les feuilles sont grandes, entières, à nervation palmée, formant cinq lobes peu marqués mais présentant des angles nets. Pouvant atteindre cinquante centimètres de diamètre, elles sont de couleur verte plus ou moins marbrée de blanc – selon les variétés et les conditions de culture – et veloutées.
Les fleurs à sexes séparés (plante monoïque) ont des couleurs variant du jaune à l'orange.

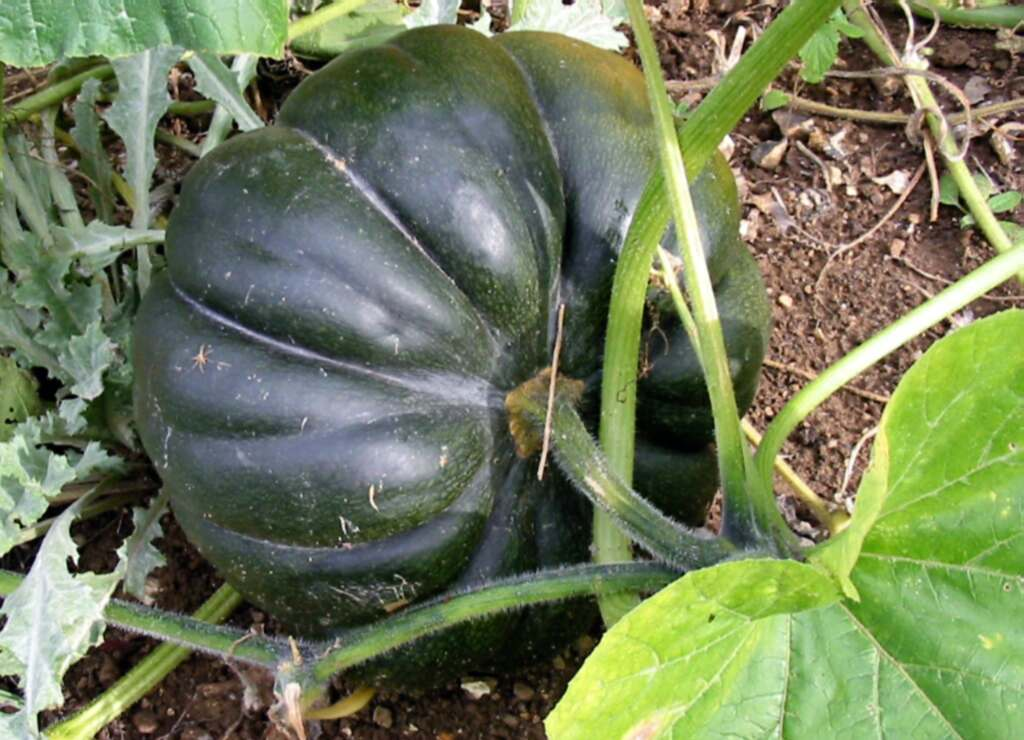
Courge musquée de Provence.

Les fruits sont en général de forme allongée, avec une extrémité renflée en massue ou en forme de bouteille, parfois sphérique, plus aplatie ou côtelée. Leur couleur est aussi très variable : vert sombre, orangé, crème… À maturité, ils sont revêtus d'une poussière glauque caractéristique. Un caractère spécifique est la forme du pédoncule, qui présente cinq côtes bien marquées et s'élargit en s'épatant au point d'insertion sur le fruit.
La chair est épaisse et de couleur plutôt foncée, variant du rouge à l'orangé.
Les graines aplaties, ovales, sont gris brun, rugueuses avec des marges fortement marquées et ondulées.

## Origine et distribution
Cette espèce est originaire du nord de l'Amérique du Sud.
Elle est largement cultivée dans tous les pays chauds et tempérés.
Elle n'a été introduite en Europe qu'après les voyages de Christophe Colomb en Amérique, comme toutes les courges (Cucurbita), d'ailleurs souvent non différenciées entre elles et même parfois confondues avec les gourdes (Lagenaria) déjà connues en Europe depuis l'Antiquité. C'est à Charles Naudin que l'on doit la distinction entre les différentes espèces, qu'il fit vers 1860.
Son introduction en France est assez tardive.
C'est une espèce qui demande plus de chaleur que les autres espèces du genre Cucurbita. Elle est davantage cultivée dans le sud de l'Europe et dans les pays tropicaux en plaine.

## Principales variétés
- Courge musquée de Provence
- Courge longue de Nice
- Doubeurre ou Butternut
  - Butternut Waltham
  - Butternut Ponca

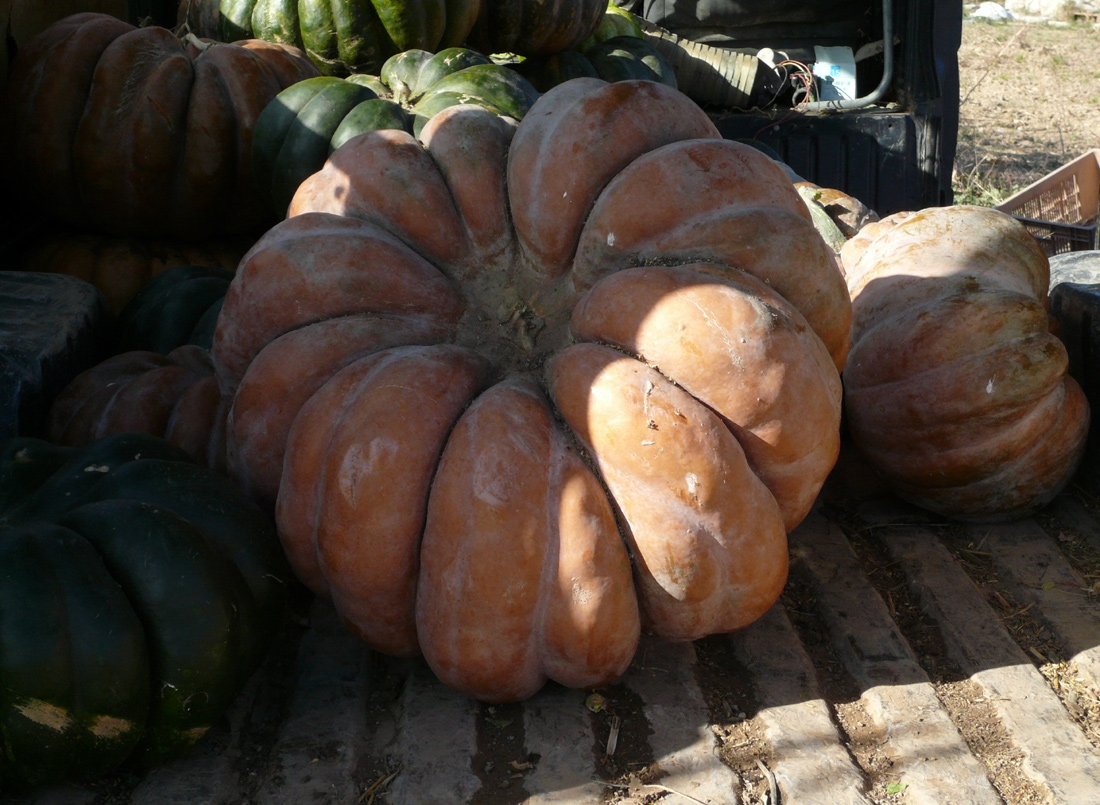
Courge musquée de Provence.

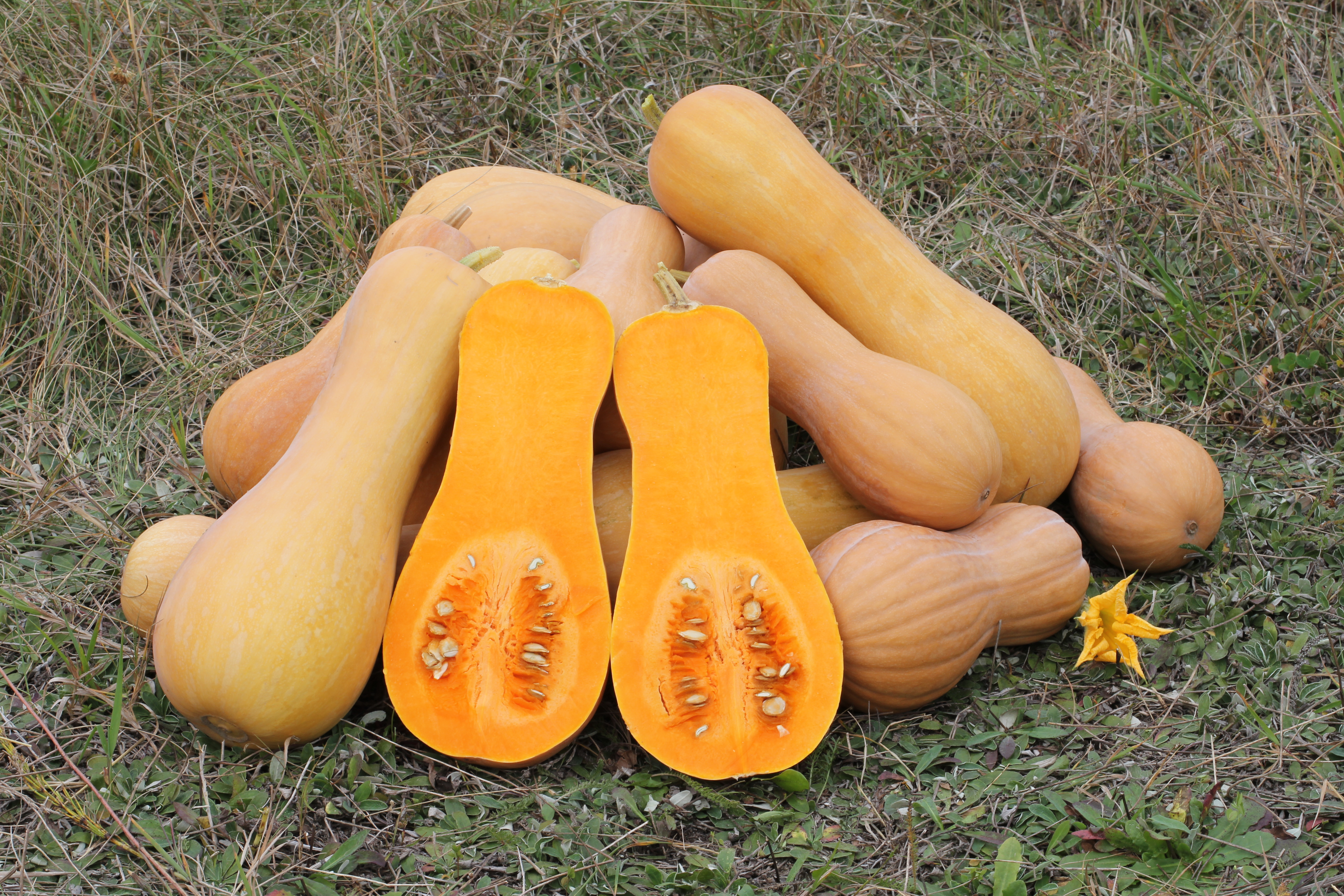
Courges doubeurre ou butternut.

- Courge pleine de Naples (ou courge porte-manteau)
- Sucrine du Berry
- Courge à trompe d'Albenga
- Futsu Black
- Long Island Cheese
- Tennessee sweet potato
- Yokohama
- Giraumon (Antilles, Guyane)

Toutes ces variétés s'hybrident très facilement entre elles.

## Culture
Les courges musquées ont besoin de chaleur. Elles sont semées (deux à trois graines en godets à 3,5 centimètres de profondeur) de mars à mai, avant d'être transplantées au jardin après les dernières gelées (mi-mai). Elles ont besoin d'un sol riche préparé sur une profondeur de trente centimètres avec une fumure complète (terreau et compost). Elles sont parfois plantées ou semées directement dans une couche de fumier composté.
Il convient d'éclaircir les semis en conservant le plant le plus vigoureux. La plante à très forte croissance (coureuse) peut être étêtée après la deuxième feuille pour obtenir deux bras. Dès l'apparition des fruits, on coupe les rameaux à deux feuilles au-dessus de chaque fruit. Densité de plantation : 90 × 180 centimètres.
Les fruits de poids très variables (deux à dix kilogrammes selon les variétés) se récoltent à l'automne, soit environ cent jours après le semis.

## Utilisation

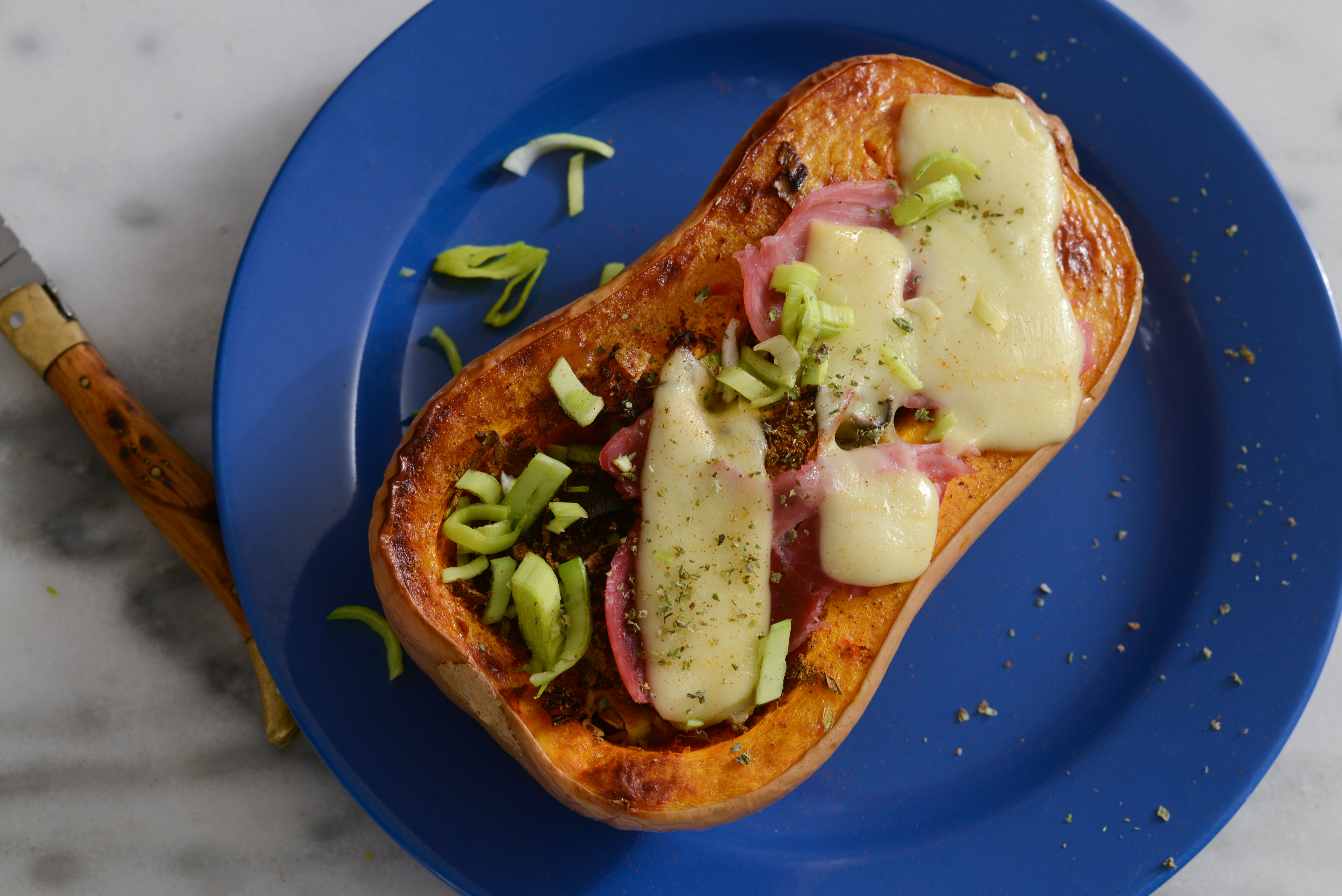
Courge butternut cuisinée au four.

Bien que connue dès le XVIe siècle en Europe, les recettes de l'époque moderne utilisant des courges sont très peu nombreuses
.
Les courges musquées se récoltent à complète maturité et se consomment cuites. On peut les préparer de très nombreuses manières comme légume ou comme dessert : en soupe, en purée, en gratin, en flan, en tarte, en tourte, en confiture… Elles ont un goût musqué assez fin. Un potage de courge doubeurre (butternut), finement mixé, dégage un parfum doux et très agréable.
Bien que la peau paraisse coriace, elle ramollit à la cuisson et l'épluchage est inutile. Dans les potages, cette peau apporte d'ailleurs de l'épaisseur.
Les courges musquées sont très riches en vitamine A.